# Im Willig
Das Naturschutzgebiet Im Willig ist ein Naturschutzgebiet im Naturraum Nördliche Oberrhein-Niederung in Rheinland-Pfalz.

## Geographie
Das Naturschutzgebiet liegt auf dem Gebiet der Gemeinde Germersheim beim Ortsteil Sondernheim am Rhein. Es besteht im Wesentlichen aus den ehemaligen im Tagebau betriebenen Tongruben der Ziegelei Sondernheim der Gebrüder Stubenrauch, die im Süden an das Gebiet anschließt. Im Osten bildet der Rhein eine natürliche Grenze, im Westen folgen landwirtschaftlich genutzte Flächen, während sich unweit im Süden mit den Hördter Rheinauen das älteste Naturschutzgebiet im Landkreis anschließt.

## Geschichte
Innerhalb der ehemaligen Mäanderzone des Rheins wurde in der Mitte des 19. Jahrhunderts begonnen im heutigen Im Willig Lehm für die nahegelegene Ziegelei Stubenrauch zu fördern. Nach dem Aus für den Betrieb in den 1970ern entstand durch jahrelange Brachlage eine Ansammlung überdurchschnittlich ausgestatteter Sekundärbiotope, mit einer Vielzahl von unterschiedlichen Lebensräumen wie Feuchtgebiete, Tümpel und Teichen.

## Beschreibung
Das Gebiet wurde per Verordnung am 7. Juni 1991 durch die Bezirksregierung Neustadt an der Weinstraße – heute integriert in die Struktur- und Genehmigungsdirektion Süd in Rheinland-Pfalz – als Naturschutzgebiet ausgewiesen und hat eine Fläche von 57 Hektar. Es wird unter der Schutzgebietsnummer 334162 geführt und ist in die IUCN-Kategorie IV als Biotop- und Artenschutzgebiet eingeordnet. Der CDDA-Code lautet 163893 und entspricht zugleich der WDPA-ID.
Der wesentliche Schutzzweck ist die Erhaltung und Entwicklung ehemaliger Ziegelei-Tongruben und ihrer Umgebung mit einem Mosaik unterschiedlicher Biotoptypen wie offenen Wasserflächen, Flachwasser- und Verlandungsbereichen, Röhrichtzonen, teils auwaldähnlichen Wald- und Gebüschgesellschaften, Ruderalfluren und Feuchtwiesen.

## Flora und Fauna
Da das Gebiet auch als natura 2000 Gebiet und als EU-Vogelschutzgebiet gelistet ist, wurden den avifaunistischen Vorkommen besondere Aufmerksamkeit gewidmet. So wurden in jüngerer Zeit hier beispielsweise noch Purpurreiher, Eisvogel, Rohrweihe, Mittelspecht und Grauspecht beobachtet. Diese Vorkommen stehen natürlich in Zusammenhang mit dem benachbarten großen Schutzgebiet Hördter Rheinauen.